# 미조초등학교
미조초등학교는 대한민국 경상남도 남해군 미조면 미조리에 있는 공립 초등학교이다.

## 학교 연혁
- 1934년 4월 24일: 삼동공립보통학교 미조분교장 개교
- 1938년 4월 1일: 북미조공립심상소학교로 승격
- 1941년 4월 1일: 북미조공립국민학교로 개칭
- 1947년 1월 31일: 미조국민학교로 개칭
- 1996년 3월 1일 미조초등학교로 개칭
- 1998년 3월 1일 노구분교 송남초등학교로 통합
- 1999년 3월 1일 미남분교, 호도분교 본교 통합
- 1999년 9월 1일 송남초등학교 본교 통합

## 참고 자료
- 미조초등학교 - 한국교육학술정보원 학교알리미